# Nicole Woysch
Nicole Woysch (* 21. November 1976 in Merzig als Nicole Hirschauer) ist eine ehemalige deutsche Triathletin. Sie startete vorwiegend auf der Mittel- und Langdistanz.

## Werdegang
Nicole Hirschauer absolvierte 1993 eine Berufsausbildung zur Meisterin für Bäderbetriebe.
Sie startete bei Schwimmwettkämpfen, bevor sie 2002 zum Triathlon kam. 2003 wechselte sie zu der Polizei Rheinland-Pfalz und begann dort eine Ausbildung als Diplomverwaltungswirtin. Während ihres Studiums konnte sie ihrem Sport nachgehen. Bereits 2004 schaffte sie es über den Ironman Germany in Frankfurt zum Ironman Hawaii.
Im Jahr 2005 wurde sie bei den Deutschen Polizei-Meisterschaften über die olympische Distanz (1,5 km Schwimmen, 40 km Radfahren und 10 km Laufen) erste Deutsche Polizeimeisterin aus Rheinland-Pfalz.

### Triathlon-Profi seit 2008
2008 begann Nicole Woysch ihre Profikarriere. Ihr größter Erfolg war der Sieg beim Ostseeman 2009 mit einer Zeit von 9:22:24 Stunden (Streckenrekord).
Im Mai 2010 wurde sie Zweite beim Ironman Lanzarote und qualifizierte sich damit für den Ironman Hawaii 2010 (Ironman World Championships). Sie wurde von Joseph Spindler im TeamTBB trainiert.
Nicole Woysch startete seit 2012 für den Verein LAZ Saarbrücken. Ihr Spitzname ist „Nic“.
Seit 2016 tritt sie als Athletin nicht mehr international in Erscheinung.

### Privates
Seit 2007 ist sie mit dem Sportphysiotherapeuten Jan Woysch verheiratet, der sie in ihrer aktiven Zeit auch medizinisch betreute. Nicole Woysch hat seit 2008 eine Tochter und wohnt in Wadgassen.

## Sportliche Erfolge
| Datum/Jahr    | Rang | Wettbewerb                                           | Austragungsort  | Zeit     | Bemerkung |
| ------------- | ---- | ---------------------------------------------------- | --------------- | -------- | --- |
| 18. Juni 2016 | 7    | Ironman 70.3 Luxemburg                               | Remich          | 04:41:05 | Das Rennen musste witterungsbedingt als Duathlon ausgetragen werden (5 km Laufen, 90,1 km Radfahren und 21,1 km Laufen) |
| 7. Juni 2015  | 7    | Ironman 70.3 Switzerland                             | Rapperswil-Jona | 04:38:56 | |
| 18. Okt. 2014 | DNF  | ETU Middle Distance Triathlon European Championships | Peguera         | –        | Europameisterschaft auf der Mitteldistanz im Rahmen der Challenge Paguera-Mallorca                                      |
| 20. Sep. 2014 | 3    | Ironman 70.3 Lanzarote                               | Lanzarote       | 05:03:28 | [ 2 ] |
| 3. Nov. 2013  | 3    | Ocean Lava Lanzarote Triathlon                       | Lanzarote       | 05:17:08 | Dritte auf der Mitteldistanz                                                                                            |
| 22. Sep. 2013 | 6    | Ironman 70.3 Pays d'Aix France                       | Aix-en-Provence |          | |
| 10. Nov. 2012 | 10   | Ironman 70.3 Lanzarote                               | Lanzarote       | 05:11:05 | |
| 14. Aug. 2011 | 23   | Ironman 70.3 Germany                                 | Wiesbaden       | 05:16:05 | Europameisterschaft |
| 12. Juni 2011 | 2    | Maxdorfer Triathlon                                  | Maxdorf         | 04:22:46 | Zweite hinter Katja Rabe                                                                                                |
| 13. Juni 2010 | 2    | Bonn Triathlon                                       | Bonn            | 03:15:40 | 3,8 km Schwimmen, 60 km Radfahren und 15 km Laufen                                                                      |
| 21. Juni 2009 | 1    | Saar-Lor-Lux-Triathlon                               | Saarlouis       | 02:19:22 | |
| 14. Juni 2009 | 2    | Maxdorfer Triathlon                                  | Maxdorf         | 04:32:10 | Zweite auf der Mitteldistanz hinter Katja Rabe (2 km Schwimmen, 85 km Radfahren und 20 km Laufen)                       |
| 2008          | 10   | Ironman 70.3 Austria                                 | St. Pölten      | 05:00:14 | |
| 2008          | 1    | Sprinttriathlon                                      | Uchtelfangen    |          | |
| 2005          |      | Ironman 70.3 Monaco                                  | Monaco          |          | dritter Rang in der Altersklasse                                                                                        |
| 2005          | 1    | Triathlon-Polizeimeisterschaften                     | Deutschland     |          | Deutsche Polizeimeisterin Triathlon Kurzdistanz                                                                         |

| Datum/Jahr    | Rang | Wettbewerb                  | Austragungsort    | Zeit     | Bemerkung |
| ------------- | ---- | --------------------------- | ----------------- | -------- | --- |
| 28. Aug. 2016 | 7    | Ironman Vichy               | Vichy             | 09:46:50 | |
| 14. Aug. 2016 | 4    | Challenge Regensburg        | Regensburg        | 09:59:44 | |
| 30. Aug. 2015 | DNF  | Ironman Vichy               | Vichy             | –        | bei der Erstaustragung |
| 5. Juli 2015  | DNF  | Ironman Germany             | Frankfurt         | –        | Rennabbruch auf der Laufstrecke bei der Ironman-Europameisterschaft                                                                   |
| 28. Juni 2015 | DNF  | Ironman Austria             | Klagenfurt        | –        | Rennabbruch auf der Laufstrecke |
| 23. Mai 2015  | DNF  | Ironman Lanzarote           | Puerto del Carmen | –        | |
| 5. Aug. 2014  | DNF  | Ostseeman                   | Glücksburg        | –        | |
| 6. Juli 2014  | 15   | Ironman Germany             | Frankfurt         | 10:19:14 | Ironman-Europameisterschaft |
| 1. Sep. 2013  | 6    | Challenge Vichy             | Vichy             | 09:54:37 | ETU-Europameisterschaft auf der Langdistanz                                                                                           |
| 2. Okt. 2012  | 1    | Cologne 226                 | Köln              | 09:37:23 | |
| 5. Aug. 2012  | 4    | Ostseeman                   | Glücksburg        | 10:07:20 | [ 6 ] |
| 19. Mai 2012  | 5    | Ironman Lanzarote           | Puerto del Carmen | 10:37:20 | |
| 2. Okt. 2011  | 9    | Challenge Barcelona-Maresme | Barcelona         | 10:07:27 | |
| 7. Aug. 2011  | 1    | Ostseeman                   | Glücksburg        |          | zweiter Sieg bei der Norddeutschen Meisterschaft über die Langdistanz                                                                 |
| 3. Juli 2011  | 10   | Ironman Austria             | Klagenfurt        | 09:23:31 | |
| 21. Mai 2011  | 8    | Ironman Lanzarote           | Puerto del Carmen | 10:52:01 | [ 7 ] |
| 28. Nov. 2010 | 5    | Ironman Mexico              | Cozumel           | 09:49:44 | |
| 9. Okt. 2010  | 40   | Ironman Hawaii              | Hawaii            | 10:51:20 | bei der Weltmeisterschaft auf der Ironman-Distanz                                                                                     |
| 22. Mai 2010  | 2    | Ironman Lanzarote           | Puerto del Carmen | 10:11:17 | hinter der Siegerin Catriona Morrison                                                                                                 |
| 2. Aug. 2009  | 1    | Ostseeman                   | Glücksburg        | 09:22:24 | Sieg mit neuem Streckenrekord und persönlicher Bestzeit auf der Langdistanz (3,8 km Schwimmen, 180 km Radfahren und 42,195 km Laufen) |
| Sep. 2009     | 8    | Challenge Barcelona-Maresme | Barcelona         | 09:50:04 | auf der Langdistanz |
| 5. Juli 2009  | 5    | Ironman Austria             | Klagenfurt        | 09:29:37 | |
| 23. Mai 2009  | 8    | Ironman Lanzarote           | Playa del Carmen  | 10:46:18 | |
| 2008          | 2    | Cologne 226                 | Köln              |          | zweiter Rang beim Triathlon über die Ironman-Distanz hinter Almuth Grüber                                                             |
| 2. Aug. 2008  | 2    | Ostseeman                   | Glücksburg        |          | |
| 13. Juli 2008 | DNF  | Ironman Switzerland         | Zürich            | –        | erster Start als Profi |
| 10. Juli 2005 | 11   | Ironman Germany             | Frankfurt am Main |          | |
| 16. Okt. 2004 |      | Ironman Hawaii              | Hawaii            | 11:48:43 | |
| 11. Juli 2004 | 9    | Ironman Germany             | Frankfurt am Main |          | |

| Datum/Jahr    | Rang | Wettbewerb                         | Austragungsort       | Zeit       | Bemerkung                             |
| ------------- | ---- | ---------------------------------- | -------------------- | ---------- | ------------------------------------- |
| Okt. 2016     | 1    | Litermont-Berglauf                 | Nalbach              | 00:38:19   | 8,6 km mit 350 hm                     |
| Juli 2016     | 1    | B2Run Dillingen/Saar               | Dillingen            | 00:18:46   | [ 9 ]                                 |
| Okt. 2015     | 1    | Litermont-Berglauf                 | Nalbach              |            |                                       |
| 7. Okt. 2012  | 1    | Westspangenlauf                    | Saarbrücken          | 00:38:57,0 | 10 km                                 |
| 25. März 2012 | 1    | Halbmarathon Kaiserslautern        | Kaiserslautern       |            |                                       |
| 19. Sep. 2010 | 1    | Saarbrücken-Marathon               | Saarbrücken          | 01:24:49   | Halbmarathon                          |
| 2010          | 1    | Citylauf Merzig                    | Merzig               | 00:37:47,3 | neuer Streckenrekord über 10 km       |
| 2009          | 2    | Halbmarathon Saarbrücken           | Saarbrücken          | 01:24:35   | Vizesaarlandmeisterin im Halbmarathon |
| 5. Apr. 2009  | 4    | St.-Wendel-Marathon                | St. Wendel           | 03:00:54   | Marathon                              |
| 2009          | 1    | Waldhalbmarathon                   | Nalbach              |            |                                       |
| 2009          | 1    | Adventlauf                         | Saarbrücken          |            |                                       |
| 31. Dez. 2009 | 1    | Silvesterlauf Kottweiler-Schwanden | Kottweiler-Schwanden | 00:36:39   | 10 km                                 |
| 12. Okt. 2008 | 1    | Westspangenlauf                    | Saarbrücken          | 00:39:45   | 10 km                                 |
| 2008          | 2    | St.-Wendel-Marathon                | St. Wendel           | 01:29.24,0 | Halbmarathon                          |
| 28. Sep. 2008 | 1    | Saarwiesenlauf                     | Merzig               | 00:40:24,2 | 10 km                                 |
| 3. Okt. 2005  | 1    | Rhein-Marathon                     | Maximiliansau        | 03:21:10   |                                       |

(DNF – Did Not Finish)